# Estación Cetrángolo
Dr. Cetrángolo es una estación ferroviaria ubicada en la localidad de Florida, en el partido de Vicente López, zona norte del Gran Buenos Aires, provincia de Buenos Aires. Se trata de una estación intermedia del Ramal Retiro-Mitre de la línea Mitre.

## Historia
En 1887 el presidente de la Nación el Dr. Miguel Juárez Celman, le otorgó a Emilio Nouguier la concesión de un ramal ferroviario a construir entre la estación Belgrano R (Ferrocarril de Buenos Aires a Rosario) y el pueblo de Las Conchas (Tigre). La nueva empresa se denominó “Compañía Nacional de Ferrocarriles Pobladores”. Sin embargo, hacia fines de 1889 se detuvieron los trabajos de construcción ante las dificultades que tenía la empresa para obtener créditos y el ramal termina pasando a manos del Ferrocarril de Buenos Aires a Rosario. La primera sección del ramal, conformada por las estaciones Coghlan, Luis María Saavedra, Florida y Bartolomé Mitre, se inaugura el 1 de febrero de 1891.
La estación Centrángolo, intermedia entre Florida y Bartolomé Mitre, se inaugura recién el 4 de mayo de 1951, hecho posterior a la nacionalización de los ferrocarriles ingleses ocurrida el 1.º marzo de 1948. El nombre de la estación hacía honor al Dr. Antonio Cetrángolo, fallecido el 21 de septiembre de 1949.